# Lutherische Kirche in Chile

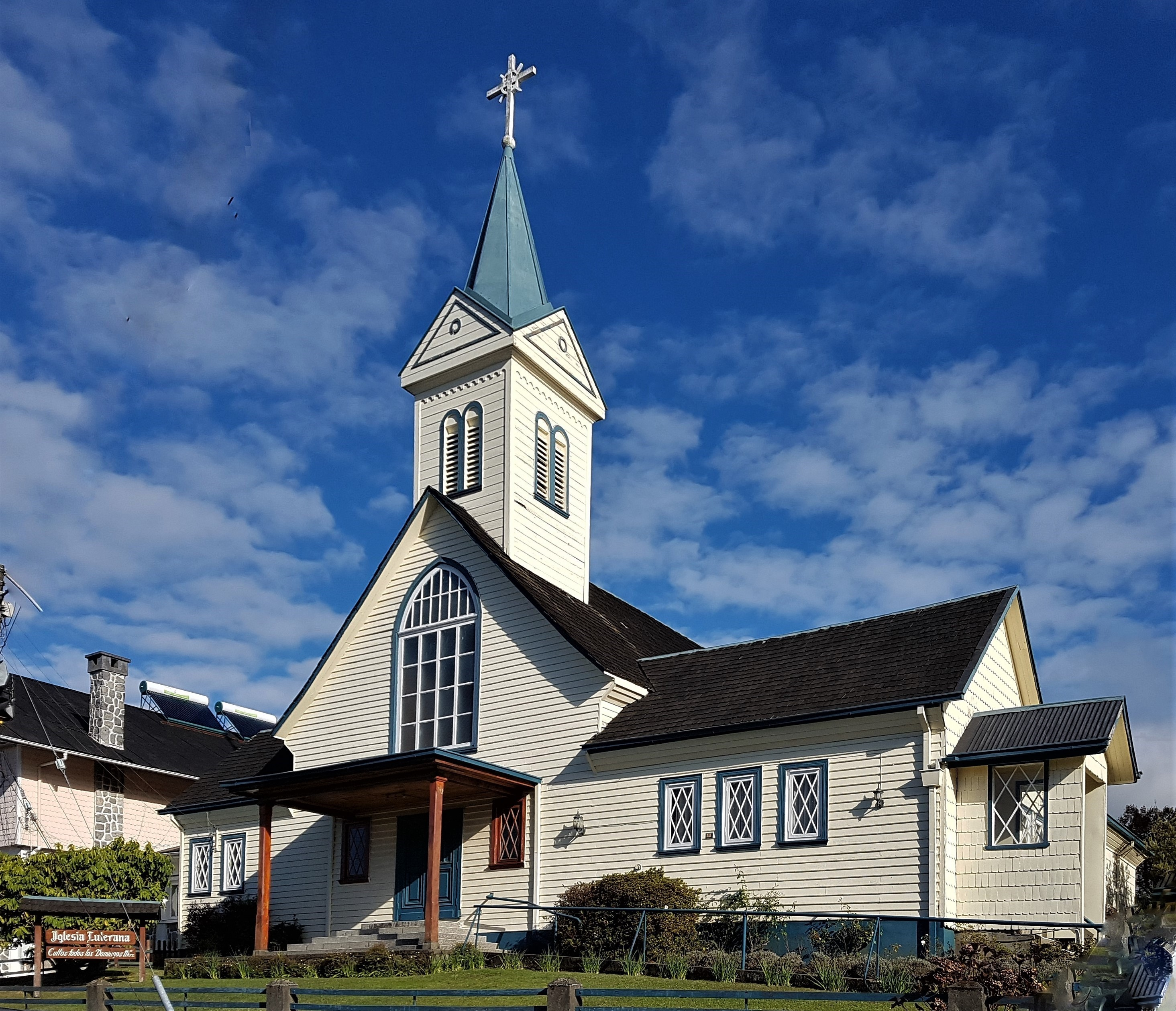
Lutherische Kirche von Frutillar

Die Lutherische Kirche in Chile (spanisch Iglesia Luterana en Chile / ILCH) ist eine der beiden lutherischen Kirchen im Andenstaat Chile. Sie ist mit rund 10.000 Gläubigen die mitgliederstärkste lutherische Kirche des südamerikanischen Landes.

## Geschichte

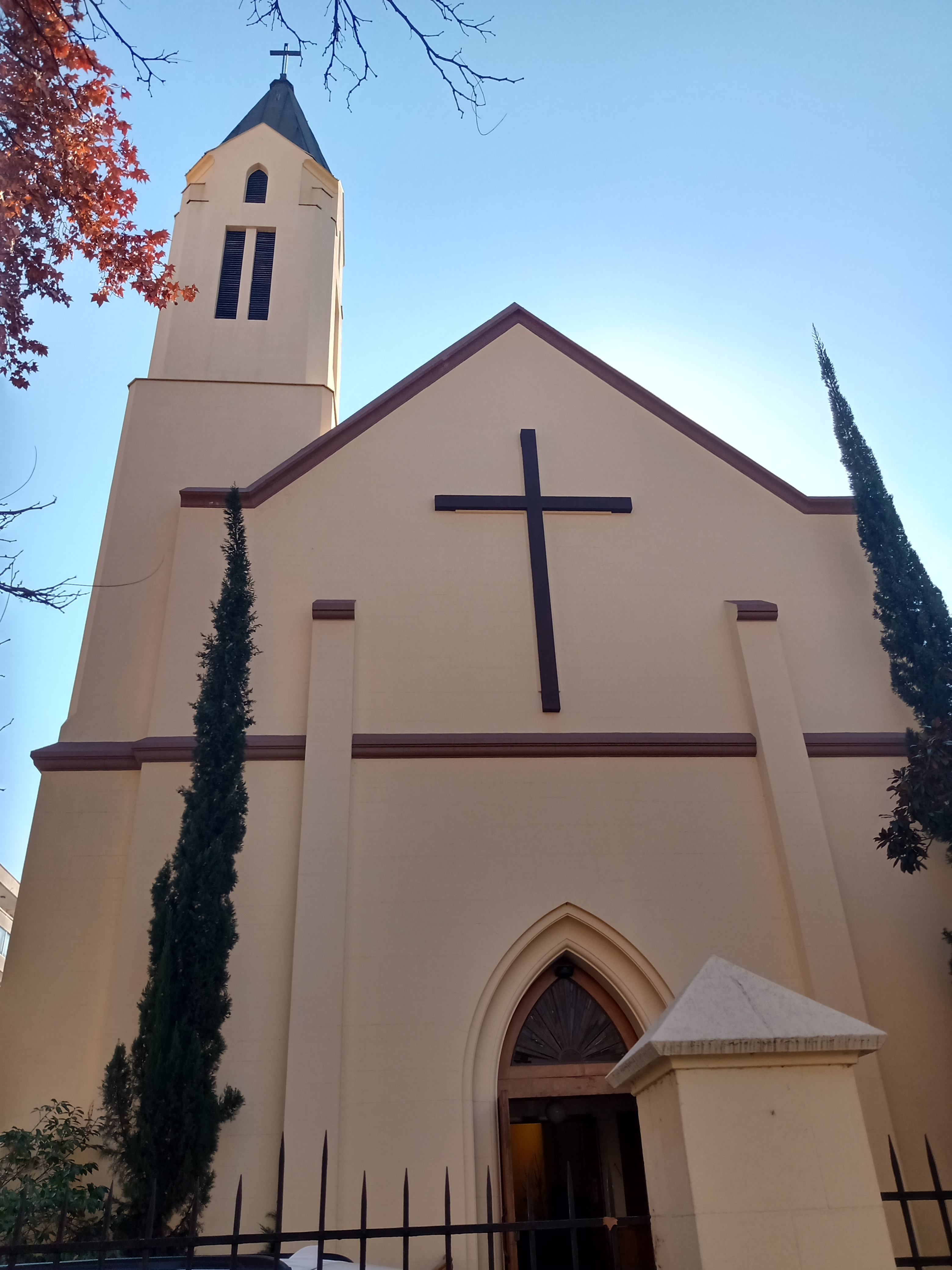
Erlöserkirche Santiago

Das Luthertum in Chile begann mit dem massiven Zuzug von Einwanderern aus deutschsprachigen europäischen Ländern, hauptsächlich aus Deutschland, aber auch protestantischen Schweizern und einigen Österreichern (wie die Zillertaler Inklinanten), vor allem ab Mitte des 19. Jahrhunderts, die aus unterschiedlichen Gründen auswanderten. Aus diesem Grund begannen die meisten Gemeinden als deutschsprachige Gemeinschaften, wurden jedoch im Laufe der Jahre zweisprachig auf Spanisch, als Zeichen der Integration in die chilenische Gesellschaft und gleichzeitig mit der Ordination von Pastoren der chilenischen Staatsbürgerschaft. Die Lutheraner in Chile waren bis 1975 in einer einzigen Kirche versammelt; dann jedoch trennten sich die meisten deutschsprachigen Gemeinden, die mit der regierungskritischen Haltung nach dem Putsch in Chile 1973 nicht einverstanden waren, von der Iglesia Evangélica Luterana de Chile (IELCH) und bildeten die ILCH.
Die Kirche nimmt aktiv an ökumenischen und überkonfessionellen Aktivitäten teil, wie beispielsweise dem überkonfessionellen Gottesdienst, der jedes Jahr in der Karwoche in Chile gefeiert wird, sowie bei der Feier des ökumenischen Te Deum anlässlich des Nationalfeiertages am 18. September. Ebenso haben lutherische Gemeinschaften im Rahmen ihres sozialen Engagements eine aktive Rolle bei den Problemen der chilenischen Gesellschaft wie Armut, Marginalisierung ethnischer und sexueller Minderheiten, häusliche Gewalt, sexueller Missbrauch usw. übernommen. Sie gehört seit 1991 dem Lutherischen Weltbund an und hat 1993 eine Vereinbarung mit der Evangelischen Kirche in Deutschland (EKD) geschlossen.
Die ILCH war die erste chilenische lutherische Kirche, die (mit Hanna Schramm in der Erlöserkirche Santiago) am 15. März 2014 eine Frau zur Pastorin ordinierte.

## Gemeinden

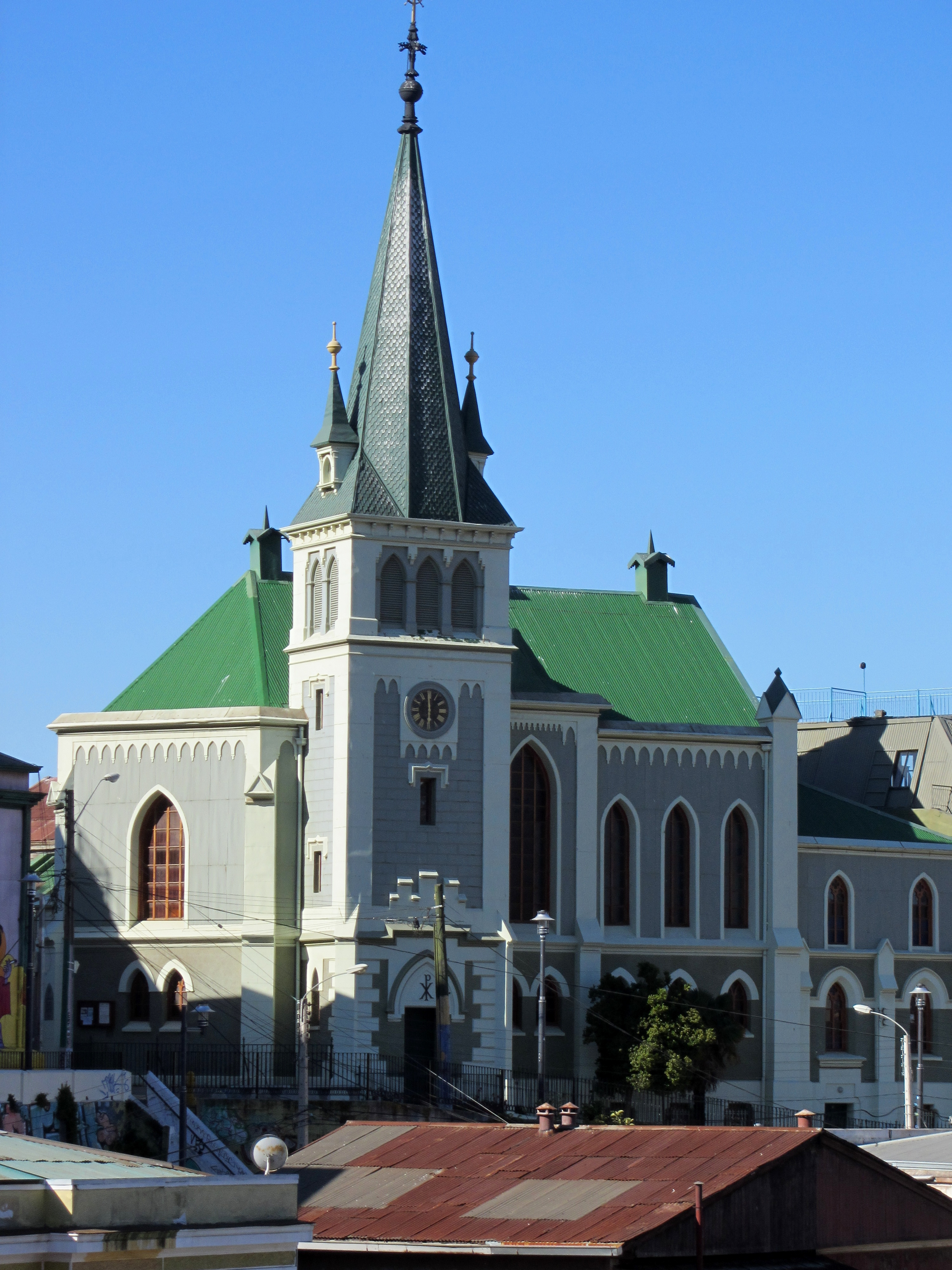
Kirche des Heiligen Kreuzes von Valparaíso

Die Kirche gliedert sich in zehn Gemeinden, die hauptsächlich im Süden des Landes verteilt sind, neben den Gemeinden Santiago und Valparaíso. Auf nationaler Ebene wird die Kirche durch eine Synode geleitet, wobei die Gemeinden ihre Unabhängigkeit in verschiedenen Aspekten bewahren. Die Gemeinden sind wie folgt:
- Kirche zum Heiligen Kreuz von Valparaíso
- Trinitätskirche von Viña del Mar
- Erlöserkirche und St.-Pauls-Kirche von Santiago bzw. Vitacura
- Martin-Luther-Gemeinde von Concepción
- Lutherische Kirche von Temuco
- Lutherische Kirche von Los Ángeles
- Lutherische Kirche von Valdivia
- Lutherische Kirche von Paillaco
- Lutherische Kirche von Osorno
- Lutherische Kirche von La Unión
- Gemeinde am Lago Llanquihue
- Südliche Gemeinde